# Coppa Italia Serie C 1983-1984
La Coppa Italia di Serie C 1983-1984 fu la dodicesima edizione del trofeo (ex-Coppa Italia Semiprofessionisti) riservato alle 108 squadre partecipanti alla Serie C1 e alla C2.
L'edizione fu vinta per la prima volta dal Fanfulla, che superò in finale l'Ancona. Fu l'unica edizione vinta da una squadra che, nella stessa stagione, retrocesse dalla Serie C1 alla C2 (la formazione lodigiana terminò infatti il proprio campionato al penultimo posto).

## Risultati

### Fase eliminatoria a gironi
Alla prima fase presero parte 96 squadre di Serie C1 e Serie C2; queste furono divise in 24 gironi all'italiana da quattro squadre. Le prime classificate di ogni girone furono ammesse direttamente alla fase finale, con l'eccezione di otto squadre estratte a sorte che affrontarono un ulteriore turno di qualificazione ai sedicesimi.

#### Gironi
Le gare furono disputate tra il 21 agosto e l'11 settembre 1983.

##### Girone A
|             | Ale  | Ast  | Cas  | Der  |
| ----------- | ---- | ---- | ---- | ---- |
| Alessandria | –––– | 3-1  | 4-0  | 2-0  |
| Asti        | 2-1  | –––– | 3-0  | 0-0  |
| Casale      | 1-1  | 0-0  | –––– | 1-1  |
| Derthona    | 1-1  | 0-0  | 2-0  | –––– |

| Pos. | Squadra     | Pt | G | V | N | P | GF | GS | DR |
| ---- | ----------- | -- | - | - | - | - | -- | -- | -- |
| 1.   | Alessandria | 8  | 6 | 3 | 2 | 1 | 12 | 5  | +7 |
| 2.   | Asti TSC    | 7  | 6 | 2 | 3 | 1 | 6  | 4  | +2 |
| 3.   | Derthona    | 6  | 6 | 1 | 4 | 1 | 4  | 4  | 0  |
| 4.   | Casale      | 3  | 6 | 0 | 3 | 3 | 2  | 11 | -9 |

##### Girone B
|          | Bie  | Nov  | Ome  | Rho  |
| -------- | ---- | ---- | ---- | ---- |
| Biellese | –––– | 2-2  | 2-1  | 0-0  |
| Novara   | 1-0  | –––– | 4-1  | 1-0  |
| Omegna   | 1-0  | 2-2  | –––– | 1-2  |
| Rhodense | 0-0  | 0-3  | 0-2  | –––– |

| Pos. | Squadra  | Pt | G | V | N | P | GF | GS | DR |
| ---- | -------- | -- | - | - | - | - | -- | -- | -- |
| 1.   | Novara   | 10 | 6 | 4 | 2 | 0 | 13 | 5  | +8 |
| 2.   | Biellese | 5  | 6 | 1 | 3 | 2 | 4  | 5  | -1 |
| 3.   | Omegna   | 5  | 6 | 2 | 1 | 3 | 8  | 10 | -2 |
| 4.   | Rhodense | 4  | 6 | 1 | 2 | 3 | 2  | 7  | -5 |

##### Girone C
|             | Bre  | Leg  | PrP  | San  |
| ----------- | ---- | ---- | ---- | ---- |
| Brembillese | –––– | 0-1  | 1-0  | 3-0  |
| Legnano     | 2-0  | –––– | 2-0  | 1-0  |
| Pro Patria  | 1-0  | 2-1  | –––– | 2-1  |
| Sant'Angelo | 1-0  | 2-1  | 0-2  | –––– |

| Pos. | Squadra     | Pt | G | V | N | P | GF | GS | DR |
| ---- | ----------- | -- | - | - | - | - | -- | -- | -- |
| 1.   | Legnano     | 8  | 6 | 4 | 0 | 2 | 8  | 4  | +4 |
| 2.   | Pro Patria  | 8  | 6 | 4 | 0 | 2 | 7  | 5  | +2 |
| 3.   | Brembillese | 4  | 6 | 2 | 0 | 4 | 4  | 5  | -1 |
| 4.   | Sant'Angelo | 4  | 6 | 2 | 0 | 4 | 4  | 9  | -5 |

##### Girone D
|            | Fan  | Pav  | Per  | Vog  |
| ---------- | ---- | ---- | ---- | ---- |
| Fanfulla   | –––– | 3-1  | 2-1  | 2-1  |
| Pavia      | 1-0  | –––– | 3-0  | 1-1  |
| Pergocrema | 0-1  | 0-2  | –––– | 0-2  |
| Vogherese  | 2-2  | 4-0  | 3-0  | –––– |

| Pos. | Squadra    | Pt | G | V | N | P | GF | GS | DR  |
| ---- | ---------- | -- | - | - | - | - | -- | -- | --- |
| 1.   | Fanfulla   | 9  | 6 | 4 | 1 | 1 | 10 | 6  | +4  |
| 2.   | Vogherese  | 8  | 6 | 3 | 2 | 1 | 13 | 5  | +8  |
| 3.   | Pavia      | 7  | 6 | 3 | 1 | 2 | 8  | 8  | 0   |
| 4.   | Pergocrema | 0  | 6 | 0 | 0 | 6 | 1  | 13 | -12 |

##### Girone E
|             | Bre  | Man  | Osp  | Pia  |
| ----------- | ---- | ---- | ---- | ---- |
| Brescia     | –––– | 1-0  | 2-0  | 2-0  |
| Mantova     | 0-0  | –––– | 1-0  | 1-1  |
| Ospitaletto | 1-4  | 0-1  | –––– | 0-1  |
| Piacenza    | 0-1  | 1-2  | 0-3  | –––– |

| Pos. | Squadra     | Pt | G | V | N | P | GF | GS | DR |
| ---- | ----------- | -- | - | - | - | - | -- | -- | -- |
| 1.   | Brescia     | 11 | 6 | 5 | 1 | 0 | 10 | 1  | +9 |
| 2.   | Mantova     | 8  | 6 | 3 | 2 | 1 | 5  | 3  | +2 |
| 3.   | Piacenza    | 3  | 6 | 1 | 1 | 4 | 3  | 9  | -6 |
| 4.   | Ospitaletto | 2  | 6 | 1 | 0 | 5 | 4  | 9  | -5 |

##### Girone F
|         | Mes  | Mir  | Tre  | Ven  |
| ------- | ---- | ---- | ---- | ---- |
| Mestre  | –––– | 1-0  | 1-0  | 2-2  |
| Mira    | 0-1  | –––– | 1-1  | 0-0  |
| Trento  | 1-1  | 1-1  | –––– | 0-0  |
| Venezia | 1-0  | 0-0  | 1-0  | –––– |

| Pos. | Squadra | Pt | G | V | N | P | GF | GS | DR |
| ---- | ------- | -- | - | - | - | - | -- | -- | -- |
| 1.   | Mestre  | 8  | 6 | 3 | 2 | 1 | 6  | 4  | +2 |
| 2.   | Venezia | 8  | 6 | 2 | 4 | 0 | 4  | 2  | +2 |
| 3.   | Trento  | 4  | 6 | 0 | 4 | 2 | 3  | 5  | -2 |
| 4.   | Mira    | 4  | 6 | 0 | 4 | 2 | 2  | 4  | -2 |

##### Girone G
|              | Gor  | Mon  | Por  | Tre  |
| ------------ | ---- | ---- | ---- | ---- |
| Gorizia      | –––– | 0-3  | 0-1  | 0-0  |
| Montebelluna | 3-0  | –––– | 1-1  | 2-2  |
| Pordenone    | 2-1  | 1-1  | –––– | 1-0  |
| Treviso      | 4-0  | 3-0  | 1-0  | –––– |

| Pos. | Squadra      | Pt | G | V | N | P | GF | GS | DR  |
| ---- | ------------ | -- | - | - | - | - | -- | -- | --- |
| 1.   | Treviso      | 8  | 6 | 3 | 2 | 1 | 10 | 3  | +7  |
| 2.   | Pordenone    | 8  | 6 | 3 | 2 | 1 | 6  | 4  | +2  |
| 3.   | Montebelluna | 7  | 6 | 2 | 3 | 1 | 10 | 7  | +3  |
| 4.   | Gorizia      | 1  | 6 | 0 | 1 | 5 | 1  | 13 | -12 |

##### Girone H
|         | Cen  | For  | Mod  | SPA  |
| ------- | ---- | ---- | ---- | ---- |
| Centese | –––– | 1-0  | 3-0  | 1-3  |
| Forlì   | 1-2  | –––– | 0-1  | 2-0  |
| Modena  | 4-0  | 2-0  | –––– | 1-1  |
| SPAL    | 1-0  | 1-1  | 2-1  | –––– |

| Pos. | Squadra | Pt | G | V | N | P | GF | GS | DR |
| ---- | ------- | -- | - | - | - | - | -- | -- | -- |
| 1.   | SPAL    | 8  | 6 | 3 | 2 | 1 | 8  | 6  | +2 |
| 2.   | Modena  | 7  | 6 | 3 | 1 | 2 | 9  | 6  | +3 |
| 3.   | Centese | 6  | 6 | 3 | 0 | 3 | 7  | 9  | -2 |
| 4.   | Forlì   | 3  | 6 | 1 | 1 | 4 | 4  | 7  | -3 |

##### Girone I
|            | Cat  | Ces  | Fan  | Rav  |
| ---------- | ---- | ---- | ---- | ---- |
| Cattolica  | –––– | 0-1  | 1-4  | 1-1  |
| Cesenatico | 1-0  | –––– | 1-0  | 0-0  |
| Fano       | 2-1  | 3-1  | –––– | 1-2  |
| Ravenna    | 0-1  | 2-2  | 1-1  | –––– |

| Pos. | Squadra    | Pt | G | V | N | P | GF | GS | DR |
| ---- | ---------- | -- | - | - | - | - | -- | -- | -- |
| 1.   | Cesenatico | 8  | 6 | 3 | 2 | 1 | 6  | 5  | +1 |
| 2.   | Fano       | 7  | 6 | 3 | 1 | 2 | 11 | 7  | +4 |
| 3.   | Ravenna    | 6  | 6 | 1 | 4 | 1 | 6  | 6  | 0  |
| 4.   | Cattolica  | 3  | 6 | 1 | 1 | 4 | 4  | 9  | -5 |

##### Girone K
|           | Imp  | San  | Sav  | Spe  |
| --------- | ---- | ---- | ---- | ---- |
| Imperia   | –––– | 0-1  | 1-1  | 1-0  |
| Sanremese | 1-0  | –––– | 2-0  | 2-0  |
| Savona    | 0-2  | 1-1  | –––– | 2-1  |
| Spezia    | 0-2  | 0-0  | 1-1  | –––– |

| Pos. | Squadra   | Pt | G | V | N | P | GF | GS | DR |
| ---- | --------- | -- | - | - | - | - | -- | -- | -- |
| 1.   | Sanremese | 10 | 6 | 4 | 2 | 0 | 7  | 1  | +6 |
| 2.   | Imperia   | 7  | 6 | 3 | 1 | 2 | 6  | 3  | +3 |
| 3.   | Savona    | 5  | 6 | 1 | 3 | 2 | 5  | 8  | -3 |
| 4.   | Spezia    | 2  | 6 | 0 | 2 | 4 | 2  | 8  | -6 |

##### Girone L
|            | Cer  | Luc  | Pra  | Ron  |
| ---------- | ---- | ---- | ---- | ---- |
| Cerretese  | –––– | 2-0  | 0-4  | 1-2  |
| Lucchese   | 0-3  | –––– | 0-1  | 0-1  |
| Prato      | 2-4  | 0-0  | –––– | 1-1  |
| Rondinella | 4-1  | 3-0  | 3-0  | –––– |

| Pos. | Squadra    | Pt | G | V | N | P | GF | GS | DR  |
| ---- | ---------- | -- | - | - | - | - | -- | -- | --- |
| 1.   | Rondinella | 11 | 6 | 5 | 1 | 0 | 14 | 3  | +11 |
| 2.   | Cerretese  | 6  | 6 | 3 | 0 | 3 | 11 | 12 | -1  |
| 3.   | Prato      | 6  | 6 | 2 | 2 | 2 | 8  | 8  | 0   |
| 4.   | Lucchese   | 1  | 6 | 0 | 1 | 5 | 0  | 10 | -10 |

##### Girone M
|           | Liv  | Mas  | Pon  | Sie  |
| --------- | ---- | ---- | ---- | ---- |
| Livorno   | –––– | 2-1  | 1-0  | 1-1  |
| Massese   | 1-1  | –––– | 3-0  | 0-0  |
| Pontedera | 0-0  | 1-0  | –––– | 0-0  |
| Siena     | 0-0  | 3-0  | 0-0  | –––– |

| Pos. | Squadra   | Pt | G | V | N | P | GF | GS | DR |
| ---- | --------- | -- | - | - | - | - | -- | -- | -- |
| 1.   | Livorno   | 8  | 6 | 2 | 4 | 0 | 5  | 3  | +2 |
| 2.   | Siena     | 7  | 6 | 1 | 5 | 0 | 4  | 1  | +3 |
| 3.   | Pontedera | 5  | 6 | 1 | 3 | 2 | 1  | 4  | -3 |
| 4.   | Massese   | 4  | 6 | 1 | 2 | 3 | 5  | 7  | -2 |

##### Girone N
|                  | Anc  | Jes  | Osi  | Vig  |
| ---------------- | ---- | ---- | ---- | ---- |
| Ancona           | –––– | 1-1  | 4-0  | 4-0  |
| Jesi             | 2-2  | –––– | 1-0  | 1-1  |
| Osimana          | 3-0  | 1-1  | –––– | 2-1  |
| Vigor Senigallia | 0-1  | 1-1  | 2-1  | –––– |

| Pos. | Squadra          | Pt | G | V | N | P | GF | GS | DR |
| ---- | ---------------- | -- | - | - | - | - | -- | -- | -- |
| 1.   | Ancona           | 8  | 6 | 3 | 2 | 1 | 12 | 6  | +6 |
| 2.   | Jesi             | 7  | 6 | 1 | 5 | 0 | 7  | 6  | +1 |
| 3.   | Osimana          | 5  | 6 | 2 | 1 | 3 | 7  | 9  | -2 |
| 4.   | Vigor Senigallia | 4  | 6 | 1 | 2 | 3 | 5  | 10 | -5 |

##### Girone O
|              | Civ  | Elp  | Fol  | Mac  |
| ------------ | ---- | ---- | ---- | ---- |
| Civitanovese | –––– | 2-0  | 0-2  | 1-1  |
| Elpidiense   | 1-0  | –––– | 0-0  | 0-1  |
| Foligno      | 0-1  | 1-0  | –––– | 2-0  |
| Maceratese   | 1-2  | 3-1  | 1-0  | –––– |

| Pos. | Squadra      | Pt | G | V | N | P | GF | GS | DR |
| ---- | ------------ | -- | - | - | - | - | -- | -- | -- |
| 1.   | Foligno      | 7  | 6 | 3 | 1 | 2 | 5  | 2  | +3 |
| 2.   | Maceratese   | 7  | 6 | 3 | 1 | 2 | 7  | 6  | +1 |
| 3.   | Civitanovese | 7  | 6 | 3 | 1 | 2 | 6  | 5  | +1 |
| 4.   | Elpidiense   | 3  | 6 | 1 | 1 | 4 | 3  | 8  | -5 |

##### Girone P
|             | Fra  | Fro  | Giu  | Ter  |
| ----------- | ---- | ---- | ---- | ---- |
| Francavilla | –––– | 2-0  | 1-0  | 2-0  |
| Frosinone   | 1-0  | –––– | 0-0  | 1-0  |
| Giulianova  | 0-0  | 5-1  | –––– | 1-2  |
| Teramo      | 1-1  | 1-2  | 1-0  | –––– |

| Pos. | Squadra     | Pt | G | V | N | P | GF | GS | DR |
| ---- | ----------- | -- | - | - | - | - | -- | -- | -- |
| 1.   | Francavilla | 8  | 6 | 3 | 2 | 1 | 6  | 2  | +4 |
| 2.   | Frosinone   | 7  | 6 | 3 | 1 | 2 | 5  | 8  | -3 |
| 3.   | Teramo      | 5  | 6 | 2 | 1 | 3 | 5  | 7  | -2 |
| 4.   | Giulianova  | 4  | 6 | 1 | 2 | 3 | 6  | 5  | +1 |

##### Girone Q
|               | Civ  | Lat  | Lod  | Ter  |
| ------------- | ---- | ---- | ---- | ---- |
| Civitavecchia | –––– | 4-0  | 1-2  | 1-1  |
| Latina        | 1-3  | –––– | 1-3  | 2-0  |
| Lodigiani     | 1-1  | 4-0  | –––– | 0-2  |
| Ternana       | 1-0  | 1-0  | 1-0  | –––– |

| Pos. | Squadra       | Pt | G | V | N | P | GF | GS | DR  |
| ---- | ------------- | -- | - | - | - | - | -- | -- | --- |
| 1.   | Ternana       | 9  | 6 | 4 | 1 | 1 | 6  | 3  | +3  |
| 2.   | Lodigiani     | 7  | 6 | 3 | 1 | 2 | 10 | 6  | +4  |
| 3.   | Civitavecchia | 6  | 6 | 2 | 2 | 2 | 10 | 6  | +4  |
| 4.   | Latina        | 2  | 6 | 1 | 0 | 5 | 4  | 15 | -11 |

##### Girone R
|            | Afr  | Erc  | Fra  | Gru  |
| ---------- | ---- | ---- | ---- | ---- |
| Afragolese | –––– | 1-0  | 3-0  | 3-1  |
| Ercolanese | 0-2  | –––– | 0-0  | 0-2  |
| Frattese   | 1-1  | 2-0  | –––– | 1-1  |
| Grumese    | 1-0  | 1-1  | 2-0  | –––– |

| Pos. | Squadra    | Pt | G | V | N | P | GF | GS | DR |
| ---- | ---------- | -- | - | - | - | - | -- | -- | -- |
| 1.   | Afragolese | 9  | 6 | 4 | 1 | 1 | 10 | 3  | +7 |
| 2.   | Grumese    | 8  | 6 | 3 | 2 | 1 | 8  | 5  | +3 |
| 3.   | Frattese   | 5  | 6 | 1 | 3 | 2 | 4  | 7  | -3 |
| 4.   | Ercolanese | 2  | 6 | 0 | 2 | 4 | 1  | 8  | -7 |

##### Girone S
|                   | Ben  | Isc  | Sor  | Tur  |
| ----------------- | ---- | ---- | ---- | ---- |
| Benevento         | –––– | 1-1  | 1-0  | 0-0  |
| Ischia Isolaverde | 2-0  | –––– | 2-0  | 1-1  |
| Sorrento          | 1-3  | 0-2  | –––– | 0-2  |
| Turris            | 2-0  | 3-1  | 0-0  | –––– |

| Pos. | Squadra           | Pt | G | V | N | P | GF | GS | DR |
| ---- | ----------------- | -- | - | - | - | - | -- | -- | -- |
| 1.   | Turris            | 9  | 6 | 3 | 3 | 0 | 8  | 2  | +6 |
| 2.   | Ischia Isolaverde | 8  | 6 | 3 | 2 | 1 | 9  | 5  | +4 |
| 3.   | Benevento         | 6  | 6 | 2 | 2 | 2 | 5  | 6  | -1 |
| 4.   | Sorrento          | 1  | 6 | 0 | 1 | 5 | 1  | 10 | -9 |

##### Girone T
|             | Noc  | Pag  | Ren  | Sal  |
| ----------- | ---- | ---- | ---- | ---- |
| Nocerina    | –––– | 4-0  | 0-0  | 1-1  |
| Paganese    | 0-1  | –––– | 1-3  | 0-0  |
| Rende       | 2-2  | 4-1  | –––– | 1-2  |
| Salernitana | 3-1  | 5-0  | 1-0  | –––– |

| Pos. | Squadra     | Pt | G | V | N | P | GF | GS | DR  |
| ---- | ----------- | -- | - | - | - | - | -- | -- | --- |
| 1.   | Salernitana | 10 | 6 | 4 | 2 | 0 | 12 | 3  | +9  |
| 2.   | Nocerina    | 7  | 6 | 2 | 3 | 1 | 9  | 6  | +3  |
| 3.   | Rende       | 6  | 6 | 2 | 2 | 2 | 10 | 7  | +3  |
| 4.   | Paganese    | 1  | 6 | 0 | 1 | 5 | 2  | 17 | -15 |

##### Girone U
|          | Bar  | Mat  | Mon  | Pot  |
| -------- | ---- | ---- | ---- | ---- |
| Barletta | –––– | 0-0  | 1-0  | 1-0  |
| Matera   | 0-1  | –––– | 0-1  | 1-2  |
| Monopoli | 1-1  | 2-1  | –––– | 1-1  |
| Potenza  | 1-0  | 1-1  | 1-0  | –––– |

| Pos. | Squadra  | Pt | G | V | N | P | GF | GS | DR |
| ---- | -------- | -- | - | - | - | - | -- | -- | -- |
| 1.   | Potenza  | 8  | 6 | 3 | 2 | 1 | 6  | 4  | +2 |
| 2.   | Barletta | 8  | 6 | 3 | 2 | 1 | 4  | 2  | +2 |
| 3.   | Monopoli | 6  | 6 | 2 | 2 | 2 | 5  | 5  | 0  |
| 4.   | Matera   | 2  | 6 | 0 | 2 | 4 | 3  | 7  | -4 |

##### Girone V
|                 | Bri  | Gal  | Mar  | Vir  |
| --------------- | ---- | ---- | ---- | ---- |
| Brindisi        | –––– | 0-1  | 0-0  | 2-5  |
| Galatina        | 2-0  | –––– | 0-1  | 0-0  |
| Martina         | 1-0  | 0-0  | –––– | 0-0  |
| Virtus Casarano | 1-0  | 1-1  | 1-0  | –––– |

| Pos. | Squadra             | Pt | G | V | N | P | GF | GS | DR |
| ---- | ------------------- | -- | - | - | - | - | -- | -- | -- |
| 1.   | Casarano            | 9  | 6 | 3 | 3 | 0 | 8  | 3  | +5 |
| 2.   | Pro Italia Galatina | 7  | 6 | 2 | 3 | 1 | 4  | 2  | +2 |
| 3.   | Martina             | 7  | 6 | 2 | 3 | 1 | 2  | 1  | +1 |
| 4.   | Brindisi            | 1  | 6 | 0 | 1 | 5 | 2  | 10 | -8 |

##### Girone W
|         | Alc  | Mar  | Mes  | Reg  |
| ------- | ---- | ---- | ---- | ---- |
| Alcamo  | –––– | 0-1  | 1-1  | 0-0  |
| Marsala | 0-0  | –––– | 1-1  | 2-0  |
| Messina | 4-0  | 2-0  | –––– | 1-1  |
| Reggina | 2-1  | 2-1  | 1-0  | –––– |

| Pos. | Squadra | Pt | G | V | N | P | GF | GS | DR |
| ---- | ------- | -- | - | - | - | - | -- | -- | -- |
| 1.   | Reggina | 8  | 6 | 3 | 2 | 1 | 6  | 5  | +1 |
| 2.   | Messina | 7  | 6 | 2 | 3 | 1 | 9  | 4  | +5 |
| 3.   | Marsala | 6  | 6 | 2 | 2 | 2 | 5  | 5  | 0  |
| 4.   | Alcamo  | 3  | 6 | 0 | 3 | 3 | 2  | 8  | -6 |

##### Girone Y
|           | Akr  | Can  | Lic  | Sir  |
| --------- | ---- | ---- | ---- | ---- |
| Akragas   | –––– | 5-0  | 1-0  | 0-1  |
| Canicattì | 0-2  | –––– | 0-3  | 0-0  |
| Licata    | 1-1  | 1-1  | –––– | 1-1  |
| Siracusa  | 1-0  | 2-0  | 1-0  | –––– |

| Pos. | Squadra   | Pt | G | V | N | P | GF | GS | DR  |
| ---- | --------- | -- | - | - | - | - | -- | -- | --- |
| 1.   | Siracusa  | 10 | 6 | 4 | 2 | 0 | 6  | 1  | +5  |
| 2.   | Akragas   | 7  | 6 | 3 | 1 | 2 | 9  | 3  | +6  |
| 3.   | Licata    | 5  | 6 | 1 | 3 | 2 | 6  | 5  | +1  |
| 4.   | Canicattì | 2  | 6 | 0 | 2 | 4 | 1  | 13 | -12 |

##### Girone Z
|                   | Car  | Olb  | San  | Tor  |
| ----------------- | ---- | ---- | ---- | ---- |
| Carbonia          | –––– | 0-0  | 1-0  | 1-0  |
| Olbia             | 2-0  | –––– | 1-0  | 2-1  |
| Sant'Elena Quartu | 0-0  | 0-2  | –––– | 1-2  |
| Torres            | 2-0  | 1-0  | 0-0  | –––– |

| Pos. | Squadra    | Pt | G | V | N | P | GF | GS | DR |
| ---- | ---------- | -- | - | - | - | - | -- | -- | -- |
| 1.   | Olbia      | 9  | 6 | 4 | 1 | 1 | 7  | 2  | +5 |
| 2.   | Torres     | 7  | 6 | 3 | 1 | 2 | 6  | 4  | +2 |
| 3.   | Carbonia   | 6  | 6 | 2 | 2 | 2 | 2  | 4  | -2 |
| 4.   | Sant'Elena | 2  | 6 | 0 | 2 | 4 | 1  | 6  | -5 |

#### Qualificazioni ai sedicesimi di finale
Le otto squadre estratte a sorte per ridurre ulteriormente il numero delle ammesse alla fase finale s'incontrarono il 12 ed il 26 ottobre 1983.
| Squadra 1 | Totale | Squadra 2 | Andata     | Ritorno    |
| --------- | ------ | --------- | ---------- | ---------- |
|           |        |           | 12.10.1983 | 26.10.1983 |
| Casertana | 0 - 2  | Potenza   | 0 - 1      | 0 - 1      |
| Foligno   | 1 - 3  | Ternana   | 0 - 0      | 1 - 3      |
| Reggiana  | 2 - 9  | Novara    | 1 - 4      | 1 - 5      |
| Treviso   | 0 - 5  | Mestre    | 0 - 5      | 0 - 0      |

### Fase finale
Alle venti squadre che avevano superato le eliminatorie furono aggregate le dodici che avevano preso parte alla prima fase della Coppa Italia 1983-1984.

#### Sedicesimi di finale
Le gare si disputarono il 9 ed il 30 novembre 1983.
| Squadra 1         | Totale | Squadra 2   | Andata     | Ritorno         |
| ----------------- | ------ | ----------- | ---------- | --------------- |
|                   |        |             | 09.11.1983 | 30.11.1983      |
| Ancona            | 4 - 2  | Francavilla | 3 - 1      | 1 - 1           |
| Bologna           | 4 - 4  | Rondinella  | 2 - 1      | 2 - 3 (5-8 dcr) |
| Campania          | 1 - 1  | Afragolese  | 1 - 1      | 0 - 0 (2-4 dcr) |
| Cesenatico        | 1 - 1  | Rimini      | 0 - 0      | 1 - 1 (4-2 dcr) |
| Fanfulla          | 5 - 2  | Brescia     | 3 - 0      | 2 - 2           |
| Foggia            | 1 - 1  | Potenza     | 1 - 0      | 0 - 1 (2-5 dcr) |
| Lanerossi Vicenza | 4 - 2  | Legnano     | 0 - 1      | 4 - 1 (dts)     |
| Livorno           | 1 - 2  | Carrarese   | 1 - 0      | 0 - 2           |
| Parma             | 4 - 8  | Alessandria | 2 - 4      | 2 - 4           |
| Reggina           | 4 - 2  | Cosenza     | 0 - 0      | 4 - 2 (dcr)     |
| Salernitana       | 4 - 3  | Siracusa    | 2 - 1      | 2 - 2 (dts)     |
| Sanremese         | 0 - 1  | Novara      | 0 - 0      | 0 - 1           |
| SPAL              | 1 - 2  | Mestre      | 1 - 1      | 0 - 1 (dts)     |
| Taranto           | 5 - 2  | Turris      | 3 - 0      | 2 - 2           |
| Ternana           | 3 - 0  | Olbia       | 3 - 0      | 0 - 0           |
| Casarano          | 1 - 2  | Bari        | 0 - 0      | 1 - 2           |

#### Ottavi di finale
Le gare si disputarono il 25 gennaio e l'8 febbraio 1984.
| Squadra 1         | Totale | Squadra 2   | Andata     | Ritorno         |
| ----------------- | ------ | ----------- | ---------- | --------------- |
|                   |        |             | 25.01.1984 | 08.02.1984      |
| Afragolese        | 1 - 1  | Potenza     | 1 - 0      | 0 - 1 (4-3 dcr) |
| Ancona            | 3 - 1  | Ternana     | 1 - 1      | 2 - 0           |
| Bari              | 0 - 5  | Taranto     | 0 - 1      | 0 - 4           |
| Carrarese         | 2 - 2  | Rondinella  | 1 - 1      | 1 - 1 (5-3 dcr) |
| Lanerossi Vicenza | 0 - 5  | Fanfulla    | 0 - 0      | 0 - 5           |
| Mestre            | 2 - 2  | Cesenatico  | 2 - 1      | 0 - 1 (4-6 dcr) |
| Novara            | 4 - 2  | Alessandria | 2 - 1      | 2 - 1           |
| Salernitana       | 2 - 3  | Reggina     | 1 - 1      | 1 - 2           |

#### Quarti di finale
Le gare si disputarono il 29 febbraio ed il 14 marzo 1984.
| Squadra 1  | Totale | Squadra 2  | Andata     | Ritorno    |
| ---------- | ------ | ---------- | ---------- | ---------- |
|            |        |            | 29.02.1984 | 14.03.1984 |
| Afragolese | 1 - 3  | Ancona     | 1 - 0      | 0 - 3      |
| Fanfulla   | 2 - 0  | Cesenatico | 1 - 0      | 1 - 0      |
| Novara     | 1 - 3  | Carrarese  | 0 - 0      | 1 - 3      |
| Reggina    | 1 - 0  | Taranto    | 1 - 0      | 0 - 0      |

#### Semifinali
Le gare si disputarono il 4 aprile ed il 2 maggio 1984.
| Squadra 1 | Totale | Squadra 2 | Andata     | Ritorno         |
| --------- | ------ | --------- | ---------- | --------------- |
|           |        |           | 04.04.1984 | 02.05.1984      |
| Ancona    | 2 - 1  | Reggina   | 1 - 0      | 1 - 1           |
| Fanfulla  | 0 - 0  | Carrarese | 0 - 0      | 0 - 0 (5-4 dcr) |

## Finali
| Squadra 1 | Totale | Squadra 2 | Andata     | Ritorno    |
| --------- | ------ | --------- | ---------- | ---------- |
|           |        |           | 08.06.1984 | 15.06.1984 |
| Fanfulla  | 2 - 0  | Ancona    | 0 - 0      | 2 - 0      |

| Lodi 8 giugno 1984 | Fanfulla            | 0 – 0 | Ancona | Stadio Dossenina\| Arbitro: \| Bruschini (Firenze) \| |
| Arbitro:           | Bruschini (Firenze) |       |        |                                                       |

| Arbitro: | D'Innocenzo (Ciampino) |

|  |           |                               |
|  | Marcatori | 116’ Cappelletti 119’ Sannino |